# Andreas Almgren
Andreas Almgren (* 12. Juni 1995 in Sollentuna) ist ein schwedischer Leichtathlet, der in den Mittelstreckenläufen und seit 2022 auch im Langstreckenlauf antritt.

## Sportliche Laufbahn
Andreas Almgren stammt aus der Gemeinde Sollentuna und hat eine Schwester. Im Alter von 10 Jahren fing er mit der Leichtathletik an, die Sportart, die auch seine Mutter betrieb. Zunächst spielte er neben der Leichtathletik auch noch Fußball, entschied allerdings, sich auf die Leichtathletik zu fokussieren, nachdem die Belastung mit beiden Sportarten zu hoch wurde. Seit 2010 tritt er in Wettkämpfen im 800-Meter-Lauf an. Ein Jahr darauf trat er über diese Distanz bei den U18-Weltmeisterschaften in Lille an. Dabei überstand er den Vorlauf, schied dann allerdings in 1:52,46 min im Halbfinale aus. Insgesamt belegte er den 19. Platz. Im August 2012 wurde er schwedischer U18-Meister und verbesserte seine Bestzeit über 800 m eine Woche danach auf 1:50,45 min. 2013 wurde Almgren schwedischer U20-Hallenmeister über 1500 Meter und gewann im Sommer in der gleichen Altersklasse den nationalen Meistertitel über 800 Meter. Bei den schwedischen Meisterschaften der Erwachsenen blieb er im September erstmals unter einer Zeit von 1:50,00 min über 800 Meter in einem Wettkampf. Im Juli 2014 trat er bei den U20-Weltmeisterschaften in den USA an. Dabei zog er in das Finale ein, in dem er mit einer Zeit von 1:45,65 min die Bronzemedaille gewann. Seine Zeit bedeutete einen neuen schwedischen Juniorenrekord über 800 Meter, zudem war er zu diesem Zeitpunkt die zweitschnellste jemals von einem Schweden gelaufene Zeit über diese Distanz. Im Anschluss nahm er einen Monat später bei den Europameisterschaften in Zürich teil. Dort erreichte er nach dem Vorlauf die nächste Runde, schied als Sechster seines Halbfinals anschließend allerdings knapp aus. Insgesamt belegte er den zehnten Platz.
Im Frühjahr 2015 trat er über 800 Meter auch bei den Halleneuropameisterschaften in Prag an. Nach Vor- und Halbfinallauf erreichte er im Finale eine Zeit von 1:47,78 min, mit der er den vierten Platz belegte. Im August trat er erstmals bei Weltmeisterschaften an. In seinem Vorlauf lief er in 1:48,06 min die sechstschnellste Zeit und schied damit aus. Insgesamt landete er auf dem 25. Platz. In den folgenden Jahren konnte er sich nicht für internationale Meisterschaften qualifizieren, da er in den folgenden drei Jahren mit zahlreichen Verletzungen zu kämpfen hatte, beispielsweise 2018 an der Hüfte. 2019 fasste er den Entschluss, sich auf den 1500-Meter-Lauf fokussieren zu wollen, um seine mangelnde Geschwindigkeit, die ihm fehlt, um in der Weltspitze über 800 m konkurrenzfähig zu sein, zu kompensieren. Im Februar 2020 stellte er bei seinem Sieg bei den schwedischen Hallenmeisterschaften in 7:48,34 min einen neuen Nationalrekord über 3000 Meter auf. 2022 trat Almgren in München bei den Europameisterschaften zu seinem überhaupt erst zweiten Wettkampf über die 5000-Meter-Distanz an. Mit neuer Bestzeit von 13:26,48 min verpasste er als Vierter knapp eine Medaille. Anfang September verbesserte er den schwedischen Nationalrekord in Brüssel auf 13:01,70 min. 2023 stellte Almgren im Juni in 3:32,00 min über 1500 Meter einen weiteren Nationalrekord Schwedens auf. Bei den Weltmeisterschaften in Budapest verpasste er als Neunter seines Vorlaufes den Einzug in das Finale über 5000 Meter.
Im März 2024 errang er beim Sound-Running-Meeting in San Juan Capistrano, Kalifornien, mit dem schwedischen Rekord von 26:52,87 min den 3. Platz im 10.000-Meter-Lauf und damit den 49. Platz in der Weltrangliste der Männer. Anfang Juni verpasste er bei den Europameisterschaften in Rom, wie zwei Jahre zuvor in München, als Vierter knapp eine Medaille im 10.000-Meter-Lauf.
Im Januar 2025 stellte Almgren in Valencia mit 26:54 min einen neuen Europarekord im 10 km Straßenlauf auf. Er knackte als erster Europäer die 27-Minuten-Marke.
Bislang gewann Almgren sieben nationale Meistertitel, zweimal im 800-Meter-Lauf (2014, 2015), einmal im 1500-Meter-Lauf (2017) und zweimal im 5000-Meter-Lauf (2021, 2022) sowie zwei Hallentitel im 3000-Meter-Lauf (2020, 2022).

## Wichtige Wettbewerbe
| Jahr                 | Veranstaltung               | Ort                  | Platz                | Disziplin            | Zeit                 |
| Startet für Schweden | Startet für Schweden        | Startet für Schweden | Startet für Schweden | Startet für Schweden | Startet für Schweden |
| -------------------- | --------------------------- | -------------------- | -------------------- | -------------------- | -------------------- |
| 2011                 | U18-Weltmeisterschaften     | Lille                | 19.                  | 800 m                | 1:52,26 min          |
| 2014                 | U20-Weltmeisterschaften     | Eugene               | 3.                   | 800 m                | 1:45,65 min          |
| 2014                 | Europameisterschaften       | Zürich               | 10.                  | 800 m                | 1:47,55 min          |
| 2015                 | Halleneuropameisterschaften | Prag                 | 4.                   | 800 m                | 1:47,78 min          |
| 2015                 | Weltmeisterschaften         | Peking               | 25.                  | 800 m                | 1:48,06 min          |
| 2022                 | Europameisterschaften       | München              | 4.                   | 5000 m               | 13:26,48 min         |
| 2023                 | Weltmeisterschaften         | Budapest             | 20.                  | 5000 m               | 13:36,57 min         |
| 2024                 | Europameisterschaften       | Rom                  | 4.                   | 10.000 m             | 28:01,16 min         |

## Persönliche Bestleistungen
Freiluft
- 800 m: 1:45,59 min, 25. Juni 2015, Sollentuna
- 1000 m: 2:21,23 min, 15. Juli 2019, Varberg
- 1500 m: 3:32,00 min, 15. Juni 2023, Oslo, (schwedischer Rekord)
- 3000 m: 7:34,28 min, 2. Juni 2024, Stockholm, (schwedischer Rekord)
- 5000 m: 12:50,94 min, 30. Mai 2024, Oslo, (schwedischer Rekord)
- 10.000 m: 26:52,87 min, 16. März 2024, San Juan Capistrano, (schwedischer Rekord)

Straße
- 10-km-Lauf: 26:54 min, 12. Januar 2025, Valencia
- Halbmarathon: 59:23 min, 11. Februar 2024, Barcelona

Halle
- 800 m: 1:46,56 min, 19. Februar 2015, Stockholm
- 1500 m: 4:04,86 min, 24. Februar 2013, Uddevalla
- 3000 m: 7:34,31 min, 17. Februar 2022, Liévin, (schwedischer Rekord)